# جائزة نيوزيلندا الكبرى 1960
جائزة نيوزيلندا الكبرى 1960 هو سباق فورمولا 1 أقيم بتاريخ 9 يناير 1960 في أوكلاند، نيوزيلندا. حلّ الأسترالي جاك برابهام أولا بينما جاء النيوزلندي بروس ماكلارين في المركز الثاني.